# 湯山昭
湯山 昭（ゆやま あきら、1932年9月9日 - ）は、日本の作曲家。

## 来歴
神奈川県平塚市に生まれる。神奈川県立湘南高等学校卒業。東京芸術大学音楽学部作曲科に入学。池内友次郎に師事。在学中の1953年、NHK・毎日新聞社共催の音楽コンクール（現在の日本音楽コンクール）に「ヴァイオリン小奏鳴曲」で第1位次席、1954年、同コンクールに「弦楽四重奏曲」で第2位と連続して入賞し作曲界に頭角を表した。1955年、東京芸術大学音楽学部作曲科卒業。器楽、合唱、童謡と幅広い分野の作品を発表している。社団法人日本童謡協会会長、社団法人日本音楽著作権協会評議員会議長を歴任。
合唱指揮者で、湯山夫妻が居を構えた杉並区久我山で長年に亘り児童合唱団「こどもの国合唱団」を主宰し、高く評価されていた朝倉慶子は妻。著作家の湯山玲子は長女。

## 受賞歴
- 1970年 - 文化庁芸術祭大賞（混声合唱とピアノのためのバラード「コタンの歌」）
- 1973年 - 日本童謡賞（「湯山昭選集」カワイ楽譜）
- 1976年 - 日本童謡賞（4つの児童合唱団による「湯山昭の音楽」ビクター）
- 1977年 - 文化庁芸術祭優秀賞
- 1993年 - 第5回サトウハチロー賞受賞
- 2003年 - 旭日小綬章[1]

## 代表作

### 管弦楽曲
- 子どものための交響組曲

### 室内楽曲
- マリンバとアルト・サクソフォーンのためのディヴェルティメント
- ピアノ三重奏曲 イ調
- 十人の奏者のためのセレナーデ
- 三面の箏によるカプリース

### ピアノ曲
- ピアノ・ソナタ (1955年)
- こどものせかい
- 子どもの国
- 日曜日のソナチネ
- お菓子の世界
- ピアノメソード「ピアノの宇宙」
- 音の星座

### 合唱曲
- 混声合唱
  - 組曲「わたしの季節」(1966年)
  - 組曲「物語」 (1966年)
  - 愛する日本語のために (1966年)
  - 合唱賛歌「歌とタオルと愛と」 (1968年)
  - 組曲「生きる」 (1970年)
  - 混声合唱とピアノのためのバラード「コタンの歌」 (1970年)
  - 混声合唱による五つのセレナーデ「心のモザイク」 (1971年)
  - 「歌声はささやく」 (1971年)
  - 「河童と蛙」 (1978年)
  - 目に捧げるバラード「虹もえる愛」 (1978年)
  - 混声合唱とピアノのためのオード「息づく日々」 (1980年)
  - カンタータ讃岐・1988年「朝明けの世紀」 (1988年)
  - 混声合唱とピアノのためのカンタータ「人間の女の歌」
  - 混声合唱とピアノのための「ゆうやけの歌」

- 女声合唱・児童合唱
  - 合唱組曲「小さな目」 (1963年)
  - 女声合唱とピアノのための組曲「葡萄の歌」 (1966年)
  - 女声合唱曲集「月曜日とわたし」 (1967年)
  - 女声合唱曲集「あたらしい季節」 (1967年)
  - 女声合唱とピアノのためのエスキース「四国の子ども歌」 (1968年) - 徳島少年少女合唱団による委嘱作品
  - 女声合唱組曲「愛すること」 (1969年)
  - 合唱組曲「鮎の歌」 (1972年) - 三島少年少女合唱隊による委嘱作品
  - 少年合唱のためのファンタジー「川と少年」 (1972年) - 東京荒川少年少女合唱隊による委嘱作品
  - 女声合唱のための三章「愛の河」 (1973年)
  - 合唱組曲「駿河のうた」 (1974年) - 静岡児童合唱団による委嘱作品
  - 合唱とピアノのためのバラード「阿波物語」 (1975年) - 徳島少年少女合唱団による委嘱作品
  - 女声のためのシャンソネット「I(愛)」 (1976年)
  - 女声合唱のためのファンタジー「越後の恋歌」 (1976年)
  - 万葉の恋歌によるパラフレーズ「たまゆら幻想」 (1981年)
  - 女声合唱とピアノのためのペルソナ「西海の恋歌」 (1984年)
  - 女声合唱組曲「川風のつむぎうた」
  - 女声合唱組曲「東北の賛歌」
  - 少年合唱とピアノのための「北陸の子ども歌」
  - 女声合唱のための譚詩曲「森よ光よ湖よ」
  - 金子みすゞの詩による童声（女声）合唱のためのエッセイ「向日葵（ひまわり）の歌」
  - 聴衆と歌いあげる合唱讃歌「ドミソの歌」
  - 女声合唱のための愛唱歌三部作「オアシス・長崎」
  - 信濃によせる合唱ファンタジー「風と木の歌」
  - 童謡合唱曲集「ねむれないおおかみ」
  - 合唱組曲「海と祭リと花の歌」
  - 同声3部合唱曲集「かもめの歌」
  - 女声合唱とピアノによる愛の追想「女の時間」
  - 童声（女声）合唱のためのバラード「星の旋律」
  - 童謡合唱曲集「イルカの翼」
  - 童声・女声合唱のための嬉遊曲「日本のこども」
  - 女声合唱のための讃歌「千年の風」
  - 童声のための二重合唱曲集「うたう星雲」
  - 女声合唱組曲「愛のララバイ」
  - 女声合唱組曲「奇跡のいのち」(2012年)

- 男声合唱
  - 男声合唱組曲「河童のうた」(1971年 / 宮沢章二)
  - 男声合唱とピアノのための「ゆうやけの歌」(1976年 / 川崎洋)
  - 男声合唱とピアノのためのディアローグ「流氷のうた」(1981年 / 阿部保)

- NHK全国学校音楽コンクール課題曲
  - きりが晴れるよ (1966年) - 小学校の部課題曲
  - トランペット吹きながら (1972年) - 小学校の部課題曲
  - きみは鳥・きみは花 (1980年) - 中学校の部課題曲

### 歌曲（独唱曲）
- 子供のために
- カレンダー
- 祝婚歌
- ヴォカリーズとスキャットのためのコンサート・エチュード「ラムール」
- さくら伝説
- こどもたちへのリトグラフ
- 三つのセレナーデ

### 童謡
- あめふりくまのこ
- おはなしゆびさん
- やまのワルツ
- おはながわらった
- コンコンクシャンのうた
- オートバイのうた
- バスごっこ

### 校歌・園歌
- 東久留米市立第六小学校校歌
- 羽村市立松林小学校校歌(作詞：関根榮一)[2]
- 川越双葉幼稚園園歌
- 川越市立霞ヶ関南小学校校歌
- 埼玉県立川越初雁高等学校校歌
- 新座市立野寺小学校校歌
- 杉並区立高井戸小学校校歌
- 横須賀市立大津小学校校歌
- 神奈川県立小田原城北工業高等学校校歌
- 神奈川県立茅ヶ崎西浜高等学校校歌
- 神奈川県立五領ヶ台高等学校校歌
- 中井町立中村小学校校歌
- 横浜市立元石川小学校校歌
- 横浜市立小菅ヶ谷小学校校歌
- 平塚市立浜岳中学校校歌
- 平塚市立金田小学校校歌
- 平塚市立豊田小学校校歌
- 伊勢原市立山王中学校校歌
- 野沢温泉村立野沢温泉中学校校歌
- 相模原市立内出中学校校歌
- 横浜市立左近山中学校校歌
- 横浜市立左近山小高小学校校歌
- 茨木市立東小学校校歌
- 明石市立大久保南小学校校歌
- 豊中市立第十六中学校校歌
- 越谷市立蒲生第二小学校校歌
- 道和学園道和幼稚園園歌
- 狭山市立柏原小学校校歌
- 豊岡市立日高東中学校校歌
- 柏崎市立田尻小学校校歌
- 高山市立花里小学校校歌
- 高山市立東山中学校校歌
- 広島市立矢野西小学校校歌(鳥のように歌のように)
- 八戸市立図南小学校校歌
- 城山町立広田小学校校歌

### その他
- NHK総合テレビの「天気予報」「海外リポート」「文化シリーズ」「ニュースの窓」のテーマ曲
- NHKみんなのうた
  - そんな思い出が - 1971年2～3月放送
  - 阿波のおはなし - 1971年6～7月放送
  - トランペット吹きながら - 1972年6～7月放送
  - 矢車草 - 1974年6～7月放送
- NET（現テレビ朝日）系「忍者ハットリくん + 忍者怪獣ジッポウ」1967年8月3日から1968年1月25日まで
  - 忍者ハットリくん - 前作「忍者ハットリくん」の主題歌とは同名異曲。
  - ごきげんジッポウくん

## 著書
- 『赤い風船とんだ 湯山昭作品集』 （東京書籍 1989年）
- 『湯山昭のポロネーズ・まよねーず 譜書く人間の風格エッセイ』（東京音楽社 1990年）
- 『人生は輪舞 モノローグで綴るエッセイ』（全音楽譜出版社 2005年）